# Hjelle
Hjelle är en by i Stads kommun i Vestland fylke i västra Norge. Byn ligger där Europaväg 39 och riksväg 15 möter riksväg 651, öster om kommunens centralort Nordfjordeid.
Tidigare har byn tillhört dåvarande Eids kommun i Sogn og Fjordane fylke.